# Tephritis michiganensis
Tephritis michiganensis är en tvåvingeart som beskrevs av Quisenberry 1951. Tephritis michiganensis ingår i släktet Tephritis och familjen borrflugor. Inga underarter finns listade i Catalogue of Life.